# Filchnerella yongdengensis
Filchnerella yongdengensis är en insektsart som beskrevs av Xi, G. och Z. Zheng 1984. Filchnerella yongdengensis ingår i släktet Filchnerella och familjen Pamphagidae. Inga underarter finns listade i Catalogue of Life.